# Morten Bergeton Iversen
Morten Bergeton Iversen (ur. 19 listopada 1974), znany również jako Teloch – norweski muzyk, kompozytor, wokalista i instrumentalista, a także producent muzyczny. Morten Bergeton Iversen znany jest przede wszystkim z występów w blackmetalowym zespole Nidingr. W latach 2004–2006 występował w zespole Orcustus. Od 2006 roku wraz z wokalistą Fleurety - Sveinem Egilem "Zweizzem" Hatlevikiem oraz perkusistą Janem Axelem "Hellhammerem" Blombergiem tworzy zespół Umoral. W 2009 roku dołączył do thrash-blackmetalowej grupy The Konsortium. Natomiast od 2011 roku jest członkiem formacji Mayhem. Jako muzyk koncertowy i sesyjni współpracował z takimi zespołami jak: 1349, Gorgoroth, God Seed, czy Ov Hell.

## Wybrana dyskografia
- Nidingr - Sorrow Infinite And Darkness (2005, Karisma Records)
- Orcustus - Wrathrash (2005, Southern Lord Recordings)
- Umoral - Umoral (2007, Vendlus Records)
- Gorgoroth - True Norwegian Black Metal - Live in Grieghallen (2008, Regain Records)
- Ov Hell - The Underworld Regime (2010, Indie Recordings)
- Nidingr - Wolf Father (2010, Jester Records)
- NunFuckRitual - In Bondage to the Serpent (2011, Debemur Morti Productions)
- The Konsortium - The Konsortium (2011, Agonia Records)
- Nidingr - Greatest of Deceivers (2012, Indie Recordings)
- God Seed - Live at Wacken (2012, Indie Recordings)
- Mayhem - Esoteric Warfare (2014, Season of Mist)